# 什切青历史

什切青市徽

什切青（波蘭語：Szczecin），德語称斯德丁（德語：Stettin），是波罗的海沿岸奥得河入海口的一座城市，其历史可以追溯到8世紀。這座城市曾被波蘭、丹麥、瑞典和德國分别统治。自中世紀以來，它就是波美拉尼亞地區最大和最古老的城市之一，如今它是波蘭西北部最大的城市，也是波兰第二大的港口城市。

## 中世纪
在12世紀沃林衰落後，斯德蒂努姆（Stetinum）成為波羅的海南部海岸最重要和最強大的城市之一，擁有約5,000名居民。在1121-1122年的冬季戰役中，該地區被波蘭的博萊斯瓦夫三世征服，他邀請班貝格的天主教主教奧託為公民施洗（1124年）。波美拉尼亞公爵瓦迪斯瓦夫一世在此期間被記錄為當地公爵。瓦迪斯瓦設法將他的公國向西擴張，從而形成了後來波美拉尼亞公國的領土主體，並於1128年組織了奧託的第二次訪問。此時，聖彼得和保羅的第一座基督教教堂建立起來。它一直處於波蘭的宗主權之下，直到波蘭的博萊斯瓦夫三世去世後波蘭分裂，之後仍然是獨立的波美拉尼亞公國的首都，仍然由當地的斯拉夫格里芬王朝統治，瓦蒂斯瓦夫一世是歷史上的第一個祖先，因為在接下來的幾個世紀裡，直到它在1637年滅絕。斯德丁即使在波美拉尼亞分治期間也沒有失去其首都地位，並且一直是波美拉尼亞公爵的所在地。
從12世紀後期開始，這座城市從1164年起短暫地落入薩克森人手中，1173年起被丹麥通知，1181年起归属神聖羅馬帝國，1185年起再次归属丹麥，然而，當地公爵仍然與支離破碎的波蘭王國保持著密切的聯繫，1186年，瓦迪斯瓦夫三世（未來的波蘭君主）代表他的父親大波蘭公爵老梅什科三世（他也定期擔任波蘭大公）留在斯德丁的波美拉尼亞公爵博古斯瓦夫一世的宮廷。斯德丁的公爵鑄幣廠成立於1185年左右。
在三十年戰爭期間，波美拉尼亞公爵统治下的斯德丁拒絕和神圣罗马帝國軍隊同一阵营，而是與瑞典結盟。在斯德丁條約（1630年）中，斯德丁被让与瑞典帝國。在最後一位波美拉尼亞公爵博古斯瓦夫十四世去世後，在威斯特伐利亞和約（1648年）中，斯德丁被授予瑞典，但仍然是神聖羅馬帝國的一部分。瑞典與勃蘭登堡的邊界在《斯德丁條約（1653年）中得到解決。瑞典國王成為波美拉尼亞公爵，因此在神聖羅馬帝國的帝國議會中佔有一席之地。這座城市與主要貿易區隔絕，並在與勃蘭登堡的數次戰爭中被圍困，這破壞了該市的經濟，導致經濟長期下滑。

## 德国统治
1713年，斯德丁被普魯士王國占領；普魯士軍隊作為中立者進入城市觀看停火併拒絕離開。1720年，這座城市被瑞典正式授予普魯士。在接下來的幾年裡，斯德丁成為普魯士波美拉尼亞省的首府，也是普魯士國家的主要港口。從1740年起，通往波羅的海的奧得河航道和新的波美拉尼亞港口斯維訥明德建成。
1721年，在該市為胡格諾派建立了一個公社。此中的法國人受制於單獨的法國法律，並擁有一個單獨的法國法院，該法院一直存在到1809年。在接下來的幾年裡，大批胡格諾派人在城市定居，為城市的手工業和工廠帶來了新的發展。法國人為這座城市的經濟復興做出了巨大貢獻，德國市民和城市當局不情願地對待他們。人口從1720年的6000人增加到1816年的21,000人和1861年的58,000人。
在拿破崙戰爭期間，1806年這座城市在沒有抵抗的情況下向法國投降，並且在1809年波蘭軍隊也駐紮在這座城市。1813年，這座城市被普魯士-俄羅斯-瑞典聯合部隊圍困，法國人於1813年12月撤退。斯德丁後來又回归了普魯士的统治。

## 二战后
二戰後，盟軍將波蘭與德國的邊界初步移至奧得河-尼斯線以西，這將使斯德丁成為德國的领地。1945年4月28日，由波蘭當局提名為斯德丁市長的皮奧特·扎倫巴來到該市。5月初，蘇聯當局任命德國共產黨人埃里希·斯皮格爾和埃里希·維斯納為市長。併兩次要求扎倫巴離開這座城市。據扎倫巴稱，最初約有6,500名德國人留在該市，相关学者估計此時該市的波蘭人數量為200人。戰爭結束後，德國人被驱逐，但此时尚未決定這座城市是在波蘭人民共和国還是在德國的蘇聯佔領區，但最終斯德丁於1945年7月5日被移交給波蘭當局——正如1945年9月21日蘇聯實施的什未林條約所同意的那樣。这一过程中居民人数发生了较大的变化，从1939年的382,000变成了1945年的260,000。波蘭當局由皮奧特·扎倫巴領導。截止1950年代，大部分戰前居民被驅逐出該市，儘管在接下來的10年裡仍有相當多的德國少數民族。城市名称也在这一时期改为什切青。
1945年，已經有一個小型波蘭社區，由少數戰前居民和二戰期間倖存下來的波蘭強迫工人組成。這座城市與來自波蘭各個地區的新居民一起定居，主要來自波美拉尼亞（比得哥什省）和大波蘭（波茲南省），但也包括那些在被蘇聯吞併的波蘭東部領土上失去家園的人，尤其是維爾諾。這一定居過程经由波茲南協調。此外從哈爾濱遣返回的波蘭人和希臘人，希臘內戰的難民，在接下來的幾年裡也纷纷定居在什切青。